# Temporada da NHL de 1928–29
A temporada da NHL de 1928–29 foi a 12.ª  temporada da National Hockey League (NHL). Dez times jogaram 44 partidas cada. Essa foi a primeira edição da Stanley Cup que viu times baseados nos Estados Unidos competirem entre si pela Copa. O Boston Bruins venceu o New York Rangers por 2-0 em uma final melhor de três.

## Negócios da Liga

### Principais Mudanças de Regras
O passe ofensivo foi permitido da zona neutra através da linha azul até a zona de ataque, contanto que nenhum atacante precedesse o disco na zona de ataque; passe ofensivo dentro da zona de ataque ainda era proibido. A prorrogação da temporada regular foi mudada para um período de 10 minutos, sem morte súbita, que deveria ser jogado inteiramente.

### Formato do Playoff
O formato do playoff foi revisado para ter os primeiros colocados se enfrentando em uma série melhor de cinco pelo campeonato da NHL, o segundo e o terceiro colocados duelando em um série de total de gols de 2 jogos para determinar os participantes de  uma semifinal melhor de 3, da qual o vencedor jogaria contra o campeão da NHL em uma série melhor de 3 pela Copa.

## Temporada Regular
Ottawa continuou com problemas financeiros e vendeu Punch Broadbent ao New York Americans. Eles continuaram a erodir, e em um certo ponto, houve rumores de que eles seriam vendidos para um grupo de Chicago. Frank Ahearn, dono dos Senators, negou isso, mas admitiu que o time estava à venda para o comprador de maior proposta.
O New York Americans, que terminou no último lugar em 1927–28, surpreendeu a todos ao ficar na primeira posição em grande  parte da temporada na Divisão Canadense. Eles foram auxiliados pelo grande desempenho do defensor Lionel Conacher e do goleiro Roy Worters. Todavia, o Montreal Canadiens passou os Americans e terminou em primeiro. George Hainsworth, goleiro dos Canadiens, conseguiu um recorde de 22 jogos sem levar gol e uma média de 0,98 gol contra. Boston, liderado pelo estreante Tiny Thompson no gol, liderou a Divisão Americana.
O jogador dos Bruins George Owen foi o primeiro jogador da NHL a regularmente usar capacete por motivo de proteção. Antes disso, a única vez que capacetes  de proteção foram usados foi para proteger lesões temporariamente. Cinquenta e um anos depois, a NHL obrigaria o uso deste equipamento. Craig MacTavish foi o último jogador da NHL a não usar capacete, aposentando-se em 1997.

### Classificação Final
Nota: V = Vitórias, D = Derrotas, E = Empates, Pts = Pontos, GP= Gols Pró, GC = Gols Contra, PEM = Penalizações em minutos

Nota: Times que se classificaram aos play-offs estão em negrito.
| Divisão Canadense   | PJ | V  | D  | E  | Pts | GP | GC | PEM |
| ------------------- | -- | -- | -- | -- | --- | -- | -- | --- |
| Montreal Canadiens  | 44 | 22 | 7  | 15 | 59  | 71 | 43 | 465 |
| New York Americans  | 44 | 19 | 13 | 12 | 50  | 53 | 53 | 486 |
| Toronto Maple Leafs | 44 | 21 | 18 | 5  | 47  | 85 | 69 | 541 |
| Ottawa Senators     | 44 | 14 | 17 | 13 | 41  | 54 | 67 | 461 |
| Montreal Maroons    | 44 | 15 | 20 | 9  | 39  | 67 | 65 | 638 |

| Divisão Americana   | PJ | V  | D  | E  | Pts | GP | GC | PEM |
| ------------------- | -- | -- | -- | -- | --- | -- | -- | --- |
| Boston Bruins       | 44 | 26 | 13 | 5  | 57  | 89 | 52 | 472 |
| New York Rangers    | 44 | 21 | 13 | 10 | 52  | 72 | 65 | 384 |
| Detroit Cougars     | 44 | 19 | 16 | 9  | 47  | 72 | 63 | 381 |
| Pittsburgh Pirates  | 44 | 9  | 27 | 8  | 26  | 46 | 80 | 324 |
| Chicago Black Hawks | 44 | 7  | 29 | 8  | 22  | 33 | 85 | 363 |

### Artilheiros
PJ = Partidas Jogadas, G = Gols, A = Assistências, Pts = Pontos, PEM = Penalizações em Minutos
| Jogador        | Time                | PJ | G  | A  | Pts | PEM |
| -------------- | ------------------- | -- | -- | -- | --- | --- |
| Ace Bailey     | Toronto Maple Leafs | 44 | 22 | 10 | 32  | 78  |
| Nels Stewart   | Montreal Maroons    | 44 | 21 | 8  | 29  | 74  |
| Carson Cooper  | Detroit Cougars     | 43 | 18 | 9  | 27  | 14  |
| Howie Morenz   | Montreal Canadiens  | 42 | 17 | 10 | 27  | 47  |
| Andy Blair     | Toronto Maple Leafs | 44 | 12 | 15 | 27  | 41  |
| Frank Boucher  | New York Rangers    | 44 | 10 | 16 | 26  | 8   |
| Harry Oliver   | Boston Bruins       | 43 | 17 | 6  | 23  | 24  |
| Bill Cook      | New York Rangers    | 43 | 15 | 8  | 23  | 41  |
| Jimmy Ward     | Montreal Maroons    | 44 | 14 | 8  | 22  | 46  |
| Frank Finnigan | Ottawa Senators     | 44 | 15 | 4  | 19  | 71  |

## Playoffs
Os playoffs eram entre os classificados de cada divisão, em vez de o campeão de cada divisão.O Boston Bruins derrotou o Montreal Canadiens, o New York Rangers derrotou o New York Americans,e o Toronto Maple Leafs derrotou o Detroit Cougars. Os Rangers bateram Toronto e então os Bruins ganharam sua primeira Stanley Cup ao vencerem os Rangers. No processo, Boston tornou-se um dos poucos vencedores da Copa na história a não perder um único jogo nos playoffs, e o último time até 1952 a ser indefensável nos playoffs.

## Prêmios da NHL
| Prêmios da NHL de 1928-29  | Prêmios da NHL de 1928-29             |
| -------------------------- | ------------------------------------- |
| Copa O'Brien:              | Montreal Canadiens                    |
| Troféu Príncipe de Gales:  | Boston Bruins                         |
| Troféu Memorial Hart:      | Roy Worters, New York Americans       |
| Troféu Memorial Lady Byng: | Frank Boucher, New York Rangers       |
| Troféu Vezina:             | George Hainsworth, Montreal Canadiens |

## Estreias
O seguinte é uma lista de jogadores importantes que jogaram seu primeiro jogo na NHL em 1928–29 (listados com seu primeiro time, asterisco(*) marca estreia nos play-offs):
- Tiny Thompson, Boston Bruins
- Cooney Weiland, Boston Bruins
- George Owen, Boston Bruins
- Johnny Gottselig, Chicago Black Hawks
- Mush March, Chicago Black Hawks
- Herbie Lewis, Detroit Cougars
- Georges Mantha, Montreal Canadiens
- Armand Mondou, Montreal Canadiens
- Baldy Northcott, Montreal Maroons
- Dave Trottier, Montreal Maroons
- Earl Robinson, Montreal Maroons
- Red Horner, Toronto Maple Leafs
- Andy Blair, Toronto Maple Leafs

## Últimos Jogos
O seguinte é uma lista de jogadores importantes que jogaram seu último jogo na NHL em 1928-29  (listados com seu último time):
- Cy Denneny, Boston Bruins
- Duke Keats, Chicago Black Hawks
- Dick Irvin, Chicago Black Hawks
- Red Green, Detroit Cougars
- Herb Gardiner, Montreal Canadiens
- Punch Broadbent, New York Americans